# Salem (Kentucky)
Salem è un comune degli Stati Uniti d'America, situato nello Stato del Kentucky, nella contea di Livingston.